# Cartapesta

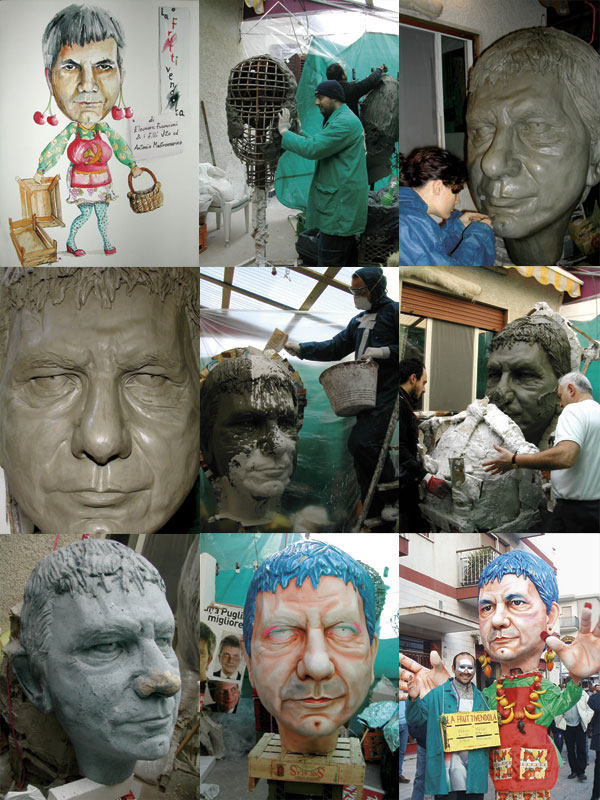
Creació d'un cap amb la tècnica de cartapesta

La cartapesta  és una tècnica que utilitza trossos de paper tallats a mà units mitjançant un adhesiu, es van superposant les capes de paper entrellaçats entre si i l'adhesiu una vegada i una altra pel que aquest en endurir ens ofereix com a resultat final una superfície molt més resistent i més rígida, com més capes més rigidesa, el resultat és molt semblant al cartó pedra.
S'utilitza com a treball manual per a fer figures de tota mena, com màscares (per carnestoltes) o d'ornament, escultures, marcs, gerros, safates, etc., Per embolicar com a decoració d'altres objectes, o per crear duresa a les superfícies fines d'algun objecte.
La cola més idònia és la cola vinílica i el millor paper és el dels diaris de premsa per ser molt mal·leable, però se'n poden usar d'altres tipus.
Es deixa assecar i al final amb paper de vidre fi s'allisa la superfície i posteriorment es decora amb pintura i si es vol que tingui durabilitat en el temps se li aplica una capa de vernís a tot aquest procés.